# Храм Николая Чудотворца (Новониколаевка)
Храм Святителя Николая Чудотворца — православный храм в селе Новониколаевка Азовского района Ростовской области. Относится к Азовскому благочинию Ростовской-на-Дону епархии Русской Православной церкви.

## История
В 1833 году из города Ростова-на-Дону в село Новониколаевку было перенесено здание деревянной церкви Казанской иконы Божией Матери. В селе здание было собрано и освящено во имя святителя Николая Чудотворца. Церковь простояла в селе до 1893 года. Здание церкви было сооружено из липы в одной конструкции с колокольней. В 1893 году деревянное здание церкви Николая Чудотворца было продано купцу Нечаеву и перевезено в хутор Подкущевский с престолом во имя святого великомученика Пантелеимона.
В 1891 году в селе Новониколаевка на каменном фундаменте была сооружена новая кирпичная церковь. Церковь была большой, её длина составляла 47 метров, ширина — 23 метра, высота до карниза — около 13 метров, высота колокольни — 21 метр. При церкви была построена кирпичная сторожка. В этом же году каменная Николаевская церковь освящается. Богослужения в Николаевской церкви проводились до 1936 года, после чего храм был закрыт и в том же году снесён. В августе 1938 года была ликвидирована и местная православная община.
В годы Великой Отечественной войны при немецкой оккупации края в 1942 году в селе возобновились богослужения в молитвенном доме. Так как в 1936 году кирпичное здание храма было снесено, то богослужения проходили в здании бывшей церковной сторожки. Здание сторожки было сооружено в 1895 году и до войны в нём работала сельская школа. В феврале 1945 года бывшая церковная сторожка была передана райисполкомом церковной общине в бесплатное и бессрочное пользование, однако в 1954 году здание у общины было отобрано. В этом же году было решено передать здание вновь для школы, из-за отсутствия у школы помещения под учебные мастерские.
В апреле 1955 года община приобрела жилой дом у сельчанина И. П. Михайличенко и обустроила в нём молитвенный дом. В мае 1955 года в нём было совершено первое богослужение, но уже в 1961 году началась кампания по закрытию молитвенного дома. В феврале 1962 года Самарским райсоветом Ростовской области было решено снять с регистрации религиозное православное общество в селе Ново-Николаевка, а здание молитвенного дома, перестроенное из купленного на средства прихожан жилого дома должно было быть передано сельской школе для учебных нужд.
В 1991 году Николаевская церковь села Новониколаевки возобновила свою деятельность. В это время православной общине передали здание магазина, в котором до революции проживала богатая семья. Позднее в здании располагался сельский совет. В годы войны его заняли под госпиталь, после войны было организовано родильное отделение и, приблизительно в девяностые годы, магазин. После пожара здание, стоящее с пустыми окнами, без крыши, без дверей, было восстановлено. Пожилые энтузиасты Ульяна Ивановна Усенко и Александра Харитоновна Толопченко были первыми заинтересованными людьми, пожелавшими переделать это здание в церковь.
К приходу отца Виктора здание было реконструировано. В дальнейшем, недостающие стройматериалы отец Виктор привозил из города Ростова.
В храме были сделаны алтарь, иконостас, притвор. Сверху были установлены купол и крест. В 2002 году около церкви были построены трапезная и дом для церковной лавки.
С приходом отца Сергия начались преобразования по благоустройству храма и близлежащей территории. Здание газифицировали, вновь электрифицировали, организовали детскую игровую площадку.

## Описание
Церковь представляет небольшую комнату: низкий потолок, скромная лепнина. Входы в алтарь и в придел похожи на проломы в стене. Вокруг расположены новые иконы (рисовал здешний дачник), кроме одной, сильно поблёкшей; есть новый иконостас; амвон с балюстрадой.
В настоящее время это действующий храм, в нём работает воскресная школа
Двери храма широко распахнуты для прихожан и гостей не только из близлежащих сёл (подростки из Самарского дома инвалидов проводят значительное количество времени в стенах церковного заведения), но и для гостей со всей Ростовской области (в селе Новониколаевка прошёл православный фестиваль «Николаевский городок»).
Сам настоятель храма Святителя Николая Чудотворца иерей Сергий является частым гостем в школах, в доме инвалидов.

## Священнослужители
- Священники Федотов Николай Тимофеевич, священник Кравченко Петр Нестерович (1913).
- Священник Петров Федор Петрович (1944—1945).
- Священник Шимко Григорий Филиппович (1946)
- Священник Кубанков Георгий Венедиктович (1946—1947)
- Священник Мирошников Петр Максимович (1947—1948)
- Священник Омельченко Павел Михайлович (1949)
- Священник Гулевич Иван Поликарпович (1949)
- Священник Петров Василий Николаевич (1949−1950)
- Священники Степчук Виктор Кузьмич, Мирный Михаил Герасимович (1950)
- Священник Горгулевский Павел Иванович (1950—1951)
- Священник Муроволов Кирилл Андреевич (1951)
- Священник Белянский Дмитрий Федосеевич (1953—1955)
- Священник Брикин Симеон Никифорович (1955—1961)
- Священник Лысенко Сергей Владимирович (2003 — 2021)
- Священник Воевода Игорь Викторович (2022 — 2023)
- Священник Суздальцев Павел Николаевич (2023  — по настоящее время)

За полтора десятилетия отец Сергий подготовил священнические кадры, которые ныне являются священнослужителями. Один из них иерей Виктор Иванович Нырков — настоятель храма Всех Святых хутора Победа Азовского района.
Все вышеперечисленные священнослужители внесли свою лепту в дело благоукрашения храма и устроения приходской жизни.